# ステフェン・ロメロ
ステフェン・ダニエル・ロメロ（Stefen Daniel Romero, 1988年10月17日 - ）は、アメリカ合衆国アリゾナ州ツーソン出身の元プロ野球選手（外野手）。右投右打。愛称は「ロモ」。

## 経歴

### プロ入りとマリナーズ時代
2010年のMLBドラフト12巡目（全体372位）でシアトル・マリナーズから指名され、入団。
2011年はA級クリントン・ランバーキングスでリーグ戦116試合に出場すると、打率.280・16本塁打・65打点・16盗塁の成績を残した。
2012年はA+級ハイデザート・マーベリックスで60試合に出場し、打率.357・11本塁打・51打点・6盗塁の成績を残した。6月にAA級ジャクソン・ジェネラルズへ昇格。56試合に出場し、打率.347・12本塁打・50打点・6盗塁の成績を残した。
2013年はA+級ハイデザートで開幕を迎え、5試合に出場。4月にAAA級タコマ・レイニアーズへ昇格。93試合に出場し、打率.277・11本塁打・74打点・8盗塁の成績を残した。オフの11月20日に40人枠入りを果たした。
2014年は開幕ロースター入りを果たし、4月1日のロサンゼルス・エンゼルス・オブ・アナハイム戦でメジャーデビュー。7番・右翼手で先発起用され、4打数無安打1三振だった。同年は72試合に出場し、打率は.192ながら3本塁打・11打点という成績を記録した。
2015年は、出番が13試合に減少し、打率.190・1本塁打・3打点という成績に留まった。
2016年は、9試合の出場に留まった。打撃面では打率.235・3打点を記録。守備は左翼手6試合、右翼手2試合の他、1試合のみ一塁手にも入った。マイナーではAAA級タコマのみでプレーし、106試合で打率.304・21本塁打・85打点・OPS0.902という成績を記録した。オフの11月18日にFAとなった。

### オリックス時代
2016年11月24日にオリックス・バファローズへの入団が発表された。背番号は9。

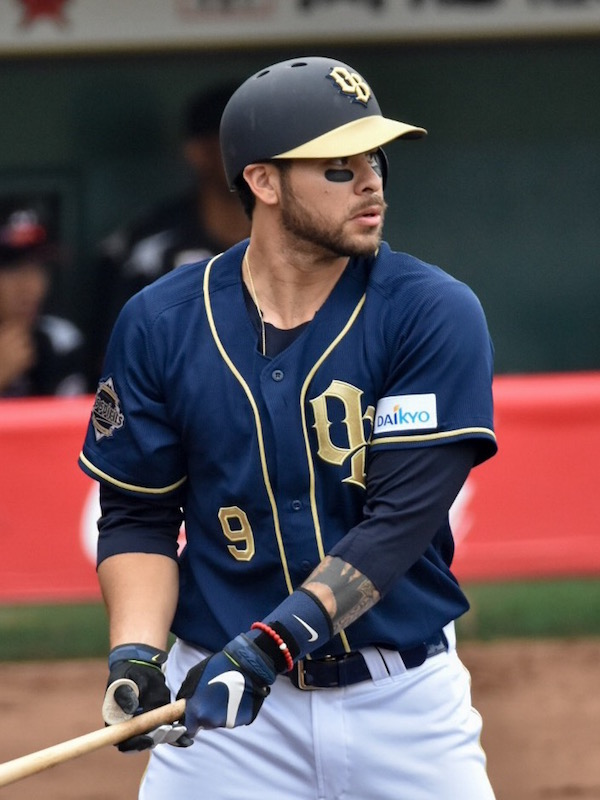
オリックス・バファローズ時代
（2017年6月24日 ほっともっとフィールド神戸にて）

2017年には、春季キャンプからの好調を背景に、一軍公式戦の開幕から「4番・右翼手」に起用されていた。4月4日の対埼玉西武ライオンズ戦（メットライフドーム）5回表に多和田真三郎からNPB初本塁打（3点本塁打）を打つと、4月9日の対北海道日本ハムファイターズ戦（京セラドーム大阪）まで4試合連続で本塁打を記録。チームを4連勝と2014年最終戦以来914日ぶりの貯金（勝率5割超え）に導いた。しかし、4月22日の対千葉ロッテマリーンズ戦（ZOZOマリンスタジアム）8回裏の守備中に、鈴木大地のファウルフライを追って一塁側のフェンスに激突。後に左膝大腿骨の挫傷が判明したため、4月25日から1か月ほど戦線を離れた。セ・パ交流戦から一軍へ復帰すると、再び本塁打を量産。6月13日からの対広島東洋カープ3連戦（MAZDA Zoom-Zoom スタジアム広島）では、14日の第2戦で9号、15日の最終戦で10号本塁打を打った。オリックスの外国人野手がNPB1年目に一軍公式戦で2桁の本塁打を記録した事例は、2012年の李大浩以来である。後半戦序盤の7月下旬に一時不振へ陥ったものの、8月2日の対福岡ソフトバンクホークス戦（京セラドーム）では、同点で迎えた12回裏の打席でシーズン3本目のサヨナラ本塁打を記録。8月4日には、推定年俸250万ドルで翌年からの3年契約を結んだことが球団から発表された。交流戦期間中から交渉を重ねた末の契約締結で、契約3年目の選択権をロメロ・球団の双方が保有。オリックス球団が外国人選手と3年契約を締結した事例は初めてで、レギュラーシーズン中の8月に外国人選手との間で翌シーズン以降の契約を締結したことも異例である。結局、パシフィック・リーグの最終規定打席に達しなかったものの、一軍公式戦103試合の出場でT-岡田に次ぐチーム2位（リーグ7位タイ）の26本塁打を記録した。
2018年には、前年に続いてレギュラーシーズンの開幕を一軍の4番打者として迎えると、一軍公式戦119試合の出場で打率.237、25本塁打、63打点を記録。もっとも、前半戦では本人曰く、「野球人生で初めて」という深刻な打撃不振に見舞われた。セ・パ交流戦が終了した6月下旬の時点では、60試合に出場しながら打率.214、10本塁打、26打点、得点圏打率.189という有様で、4番から外れる試合も相次いだ。リーグ戦の再開後から7月にかけて打撃の調子を徐々に取り戻したものの、7月31日の対東北楽天ゴールデンイーグルス戦（京セラドーム）6回裏の第3打席で右腹直筋を損傷したため、8月に1か月近くの戦線離脱を余儀なくされた。
2019年には、春季キャンプ中に首を痛めた影響で、一軍への再合流はレギュラーシーズン開幕後の4月11日にまで持ち越された。合流以降も故障続きで、4月下旬には右内腹斜筋損傷、6月下旬には右腹斜筋炎症、9月1日には対ロッテ戦（ZOZOマリンスタジアム）での走塁中に膝を痛めて戦線を離脱。結局、一軍公式戦への出場は81試合の出場にとどまった。この年は3年契約の2年目で、打撃自体はシーズンを通じて好調。セ・パ交流戦では、最終規定打席へ到達するとともに、チームトップの5本塁打、打率.273を記録した。シーズン通算でも打率.305、チーム2位の18本塁打・63打点という成績を残したが、3年目（翌2020年）への契約延長選択権の行使に必要な条件を満たすまでには至らなかった。前述した故障の多さを懸念した球団との間で、NPBへの契約保留者名簿の提出期限（11月30日）までに残留交渉がまとまらなかったため、12月2日にNPBから自由契約公示された。

### 楽天時代
2020年1月27日に東北楽天ゴールデンイーグルスと1年契約で合意したことが発表された。オリックス時代に日本の野球を熟知しながら好成績を残してきたことを踏まえた契約で、推定年俸は60万ドル。入団当初の背番号は99だったが、レギュラーシーズン開幕直前の6月12日からは空番扱いだった9をオリックス時代に続いて着用している。
開幕後は打撃が好調で、一時はリーグトップの打率を記録。開幕の翌月（7月）には、22日の対オリックス戦（楽天生命パーク宮城）でNPB全球団からの本塁打（公式戦史上38人目の記録）を達成した。12月2日にNPBから自由契約公示された。

### オリックス復帰
2021年1月8日にオリックス・バファローズへの復帰が発表された。背番号は69、単年契約で推定年俸は1億3000万円。シーズン前半戦は20試合に出場し、打率.169、3本塁打、9打点と低迷。コロナ禍で家族が来日できないことでモチベーションが上がらないとして球団に退団を申し入れ、球団も了承。8月3日にウェイバー公示の手続きが行われた。8月10日に自由契約公示された。

### ドジャース傘下時代
2022年2月12日にロサンゼルス・ドジャースとマイナー契約を結び、傘下AAA級オクラホマシティ・ドジャースへ配属された。6月22日にメジャー契約を結び、メジャーに昇格。6月25日に試合出場のないままDFAとなった。6月27日に傘下AAA級オクラホマシティへ配属された。

### メキシカンリーグ時代
2023年は、メキシカンリーグのメキシコシティ・レッドデビルズでプレーした。この年限りで現役を引退した。

### 引退後
引退後は、不動産投資家として活動中だという。

## 選手としての特徴・人物
確実性と長打力を兼ね備えた打撃と、守備・走塁で魅せる全力プレーが持ち味の外野手。打撃ではローボールヒッターであり、低めのインコースやボールゾーンの球を捉えることに長けている。
オリックス時代には、毎年打線の中軸を担いながら、故障で頻繁に戦線を離脱。自身の離脱がチームの失速や得点力低下に直結することも多かった。
特別に日本語が堪能なわけではないが、自らの姓はカタカナで書くことができ、日本のファンへのサインに「ロメロ」とカタカナで書き添えることもある。
楽天移籍後の2020年1月27日に、第2子が誕生した。

## 詳細情報

### 年度別打撃成績
| 年 度    | 球 団      | 試 合 | 打 席 | 打 数 | 得 点 | 安 打 | 二 塁 打 | 三 塁 打 | 本 塁 打 | 塁 打 | 打 点 | 盗 塁 | 盗 塁 死 | 犠 打 | 犠 飛 | 四 球 | 敬 遠 | 死 球 | 三 振 | 併 殺 打 | 打 率 | 出 塁 率 | 長 打 率 | O P S |
| -------- | ---------- | ----- | ----- | ----- | ----- | ----- | -------- | -------- | -------- | ----- | ----- | ----- | -------- | ----- | ----- | ----- | ----- | ----- | ----- | -------- | ----- | -------- | -------- | ----- |
| 2014     | SEA        | 72    | 190   | 177   | 19    | 34    | 6        | 2        | 3        | 53    | 11    | 0     | 4        | 0     | 1     | 4     | 0     | 6     | 48    | 0        | .192  | .234     | .299     | .533  |
| 2015     | SEA        | 13    | 24    | 21    | 6     | 4     | 1        | 0        | 1        | 8     | 3     | 0     | 0        | 0     | 0     | 3     | 0     | 0     | 6     | 0        | .190  | .190     | .381     | .673  |
| 2016     | SEA        | 9     | 19    | 17    | 1     | 4     | 1        | 0        | 0        | 5     | 3     | 0     | 0        | 0     | 1     | 1     | 0     | 0     | 4     | 0        | .235  | .235     | .294     | .557  |
| 2017     | オリックス | 103   | 424   | 390   | 55    | 107   | 13       | 0        | 26       | 198   | 66    | 2     | 1        | 0     | 1     | 27    | 0     | 6     | 98    | 12       | .274  | .330     | .508     | .838  |
| 2018     | オリックス | 119   | 501   | 443   | 63    | 105   | 18       | 1        | 25       | 200   | 63    | 7     | 2        | 0     | 6     | 42    | 2     | 10    | 114   | 10       | .237  | .313     | .451     | .765  |
| 2019     | オリックス | 81    | 331   | 295   | 47    | 90    | 15       | 0        | 18       | 159   | 63    | 3     | 3        | 0     | 6     | 25    | 2     | 5     | 83    | 3        | .305  | .363     | .539     | .902  |
| 2020     | 楽天       | 103   | 404   | 356   | 46    | 97    | 19       | 2        | 24       | 192   | 63    | 0     | 0        | 0     | 2     | 38    | 5     | 8     | 108   | 8        | .272  | .354     | .539     | .893  |
| 2021     | オリックス | 20    | 80    | 77    | 10    | 13    | 2        | 1        | 3        | 26    | 9     | 0     | 0        | 0     | 0     | 2     | 0     | 1     | 31    | 1        | .169  | .200     | .338     | .538  |
| MLB：3年 | MLB：3年   | 94    | 233   | 215   | 26    | 42    | 8        | 2        | 4        | 66    | 17    | 0     | 4        | 0     | 2     | 8     | 0     | 6     | 58    | 0        | .195  | .242     | .307     | .549  |
| NPB：5年 | NPB：5年   | 426   | 1740  | 1561  | 221   | 412   | 67       | 4        | 96       | 775   | 264   | 12    | 6        | 0     | 15    | 134   | 9     | 30    | 434   | 34       | .264  | .331     | .496     | .828  |

- 2021年度シーズン終了時

### 年度別守備成績
MLB
| 年 度 | 球 団 | 右翼（RF） | 右翼（RF） | 右翼（RF） | 右翼（RF） | 右翼（RF） | 右翼（RF） | 左翼（LF） | 左翼（LF） | 左翼（LF） | 左翼（LF） | 左翼（LF） | 左翼（LF） | 中堅（CF） | 中堅（CF） | 中堅（CF） | 中堅（CF） | 中堅（CF） | 中堅（CF） | 一塁（1B） | 一塁（1B） | 一塁（1B） | 一塁（1B） | 一塁（1B） | 一塁（1B） |
| 年 度 | 球 団 | 試 合      | 刺 殺      | 補 殺      | 失 策      | 併 殺      | 守 備 率   | 試 合      | 刺 殺      | 補 殺      | 失 策      | 併 殺      | 守 備 率   | 試 合      | 刺 殺      | 補 殺      | 失 策      | 併 殺      | 守 備 率   | 試 合      | 刺 殺      | 補 殺      | 失 策      | 併 殺      | 守 備 率   |
| ----- | ----- | ---------- | ---------- | ---------- | ---------- | ---------- | ---------- | ---------- | ---------- | ---------- | ---------- | ---------- | ---------- | ---------- | ---------- | ---------- | ---------- | ---------- | ---------- | ---------- | ---------- | ---------- | ---------- | ---------- | ---------- |
| 2014  | SEA   | 42         | 64         | 1          | 1          | 0          | .985       | 11         | 3          | 3          | 0          | 0          | 1.000      | -          | -          | -          | -          | -          | -          | -          | -          | -          | -          | -          | -          |
| 2015  | SEA   | 5          | 8          | 0          | 0          | 0          | 1.000      | 6          | 5          | 0          | 0          | 0          | 1.000      | 1          | 0          | 0          | 0          | 0          | .---       | -          | -          | -          | -          | -          | -          |
| 2016  | SEA   | 2          | 2          | 0          | 0          | 0          | 1.000      | 6          | 6          | 1          | 1          | 0          | .875       | -          | -          | -          | -          | -          | -          | 1          | 3          | 3          | 0          | 0          | 1.000      |
| 通算  | 通算  | 49         | 74         | 1          | 1          | 0          | .987       | 23         | 14         | 1          | 1          | 0          | .938       | 1          | 0          | 0          | 0          | 0          | .---       | 1          | 3          | 3          | 0          | 0          | 1.000      |

NPB
| 年 度 | 球 団      | 外野手 | 外野手 | 外野手 | 外野手 | 外野手 | 外野手   | 一塁手 | 一塁手 | 一塁手 | 一塁手 | 一塁手 | 一塁手   |
| 年 度 | 球 団      | 試 合  | 刺 殺  | 補 殺  | 失 策  | 併 殺  | 守 備 率 | 試 合  | 刺 殺  | 補 殺  | 失 策  | 併 殺  | 守 備 率 |
| ----- | ---------- | ------ | ------ | ------ | ------ | ------ | -------- | ------ | ------ | ------ | ------ | ------ | -------- |
| 2017  | オリックス | 78     | 129    | 1      | 0      | 0      | 1.000    | -      | -      | -      | -      | -      | -        |
| 2018  | オリックス | 66     | 103    | 1      | 0      | 0      | 1.000    | -      | -      | -      | -      | -      | -        |
| 2019  | オリックス | 18     | 22     | 0      | 0      | 0      | 1.000    | -      | -      | -      | -      | -      | -        |
| 2020  | 楽天       | 49     | 76     | 2      | 0      | 0      | 1.000    | -      | -      | -      | -      | -      | -        |
| 2021  | オリックス | 3      | 9      | 0      | 0      | 0      | 1.000    | 5      | 44     | 1      | 1      | 6      | .978     |
| 通算  | 通算       | 214    | 339    | 4      | 0      | 0      | 1.000    | 5      | 44     | 1      | 1      | 6      | .978     |

- 2021年度シーズン終了時

### 記録

#### MLB
初記録
- 初出場・初先発出場：2014年4月1日、対ロサンゼルス・エンゼルス・オブ・アナハイム戦（エンゼル・スタジアム・オブ・アナハイム）、7番・右翼手で先発起用され、4打数無安打1三振
- 初打席：同上、3回表にクリストファー・ジョン・ウィルソンから右飛
- 初安打・初出塁：2014年4月2日、対ロサンゼルス・エンゼルス戦（エンゼル・スタジアム・オブ・アナハイム）、4回表1死にヘクター・サンティアゴから中前安打
- 初打点：同上、6回表無死1、2塁でフェルナンド・サラスから左前適時二塁打
- 初本塁打：2014年5月5日、対オークランド・アスレチックス戦（オー・ドットコー・コロシアム）、5回表2死にスコット・カズミアーから左越ソロ本塁打

#### NPB
初記録
- 初出場・初先発出場：2017年3月31日、対東北楽天ゴールデンイーグルス1回戦（京セラドーム大阪）、4番・右翼手で先発出場
- 初打席：同上、1回裏に美馬学から一飛
- 初安打：2017年4月1日、対東北楽天ゴールデンイーグルス2回戦（京セラドーム大阪）、2回裏に辛島航から中前安打
- 初打点：同上、6回裏に辛島航から左前適時安打
- 初本塁打：2017年4月4日、対埼玉西武ライオンズ1回戦（メットライフドーム）、5回表に多和田真三郎から中越3ラン
- 初盗塁：2017年4月7日、対北海道日本ハムファイターズ1回戦（ほっともっとフィールド神戸）、2回裏に二盗（投手：上沢直之、捕手：市川友也）

その他の記録
- 全球団から本塁打：2020年7月22日、対オリックス・バファローズ5回戦（楽天生命パーク宮城）、3回裏に鈴木優から左越ソロ ※史上38人目

### 背番号
- 7（2014年）
- 17（2015年 - 2016年）
- 9（2017年 - 2019年、2020年6月12日 - 同年終了）
- 99（2020年 - 同年6月11日）
- 69（2021年 - 同年8月9日）